# Serguéi Tsvir
Serguéi Anatólievich Tsvir –en ruso, Сергей Анатольевич Цвир– (8 de febrero de 1974) es un deportista ruso que compitió en lucha grecorromana. Ganó una medalla de oro en el Campeonato Mundial de Lucha de 1997 y dos medallas en el Campeonato Europeo de Lucha, oro en 1995 y plata en 1998.

## Palmarés internacional
| Campeonato Mundial | Campeonato Mundial  | Campeonato Mundial | Campeonato Mundial |
| Año                | Lugar               | Medalla            | Categoría          |
| ------------------ | ------------------- | ------------------ | ------------------ |
| 1997               | Breslau (Polonia)   | Medalla de oro     | 85 kg              |
| Campeonato Europeo |                     |                    |                    |
| Año                | Lugar               | Medalla            | Categoría          |
| 1995               | Besanzón (Francia)  | Medalla de oro     | 82 kg              |
| 1998               | Minsk (Bielorrusia) | Medalla de plata   | 85 kg              |